# Lista campionilor de Grand Slam la simplu masculin
Acest articol detaliază lista campionilor de tenis la turneele de Grand Slam la simplu masculin. De-a lungul istoriei au avut loc unele schimbări majore care au afectat numărul de titluri câștigate de diverși jucători. Printre aceste se numără deschiderea campionatelor naționale franceze pentru jucătorii internaționali în 1925, eliminarea rundei de provocare în 1922 și admiterea jucătorilor profesioniști în 1968 (începutul erei Open).
Turneele de Grand Slam sunt cele patru evenimente majore anuale de tenis jucate în era Open, care a început în 1968, înlocuind era amatorilor. Turneele din Australia și SUA au fost recunoscute oficial de Federația Internațională de Tenis în 1924, iar Campionatele Franței au urmat un an mai târziu, în 1925, când au devenit deschise tuturor jucătorilor internaționali. Asociația Statelor Unite de tenis pe gazon (USLTA) a avut mai multe nemulțumiri cu ILTF și a refuzat să se alăture atunci când a fost înființată în 1913.
Sârbul Novak Đoković a câștigat 24 de titluri de Grand Slam.
|  |